# Jakob Günthör
Jakob Günthör (Friedrichshafen, 21 de setembro de 1995) é um jogador de voleibol alemão que atua na posição de central.

## Carreira

### Clube
Günthör jogou quando adolescente em seu país natal no VfB Friedrichshafen, com quem se tornou campeão alemão sub-18 em 2012 e campeão alemão sub-20 em 2014 e 2015. Até 2015, Günthör também jogou pelo Friedrichshafen “Volleyball YoungStars” na 2. Bundesliga. O central foi efetivado a equipe profissional do VfB Friedrichshafen em 2015, permanecendo no clube por cinco anos, por onde conquistou três títulos da Copa da Alemanha e três títulos da Supercopa Alemã.
Em 2020 o central foi anunciado como o novo reforço do United Volleys Frankfurt para a temporada 2020–21, se transferindo para o voleibol português na temporada seguinte para competir pelo Fonte do Bastardo, onde foi vice-campeão da Taça de Portugal após derrota para o SL Benfica.
Em 2022 o jogador voltou a Alemanha para disputar o campeonato alemão pelo Helios Grizzlies Giesen.

### Seleção
Günthör fez sua estreia na seleção adulta alemã pela Liga das Nações de 2018, terminando o campeonato na nona colocação.

## Títulos
VfB Friedrichshafen
- Copa da Alemanha: 2016–17, 2017–18, 2018–19

- Supercopa Alemã: 2016, 2017, 2018

United Volleys Frankfurt
- Copa da Alemanha: 2020–21

## Clubes
| Anos      | Clube                    |
| --------- | ------------------------ |
| 2015–2020 | VfB Friedrichshafen      |
| 2020–2021 | United Volleys Frankfurt |
| 2021–2022 | Fonte do Bastardo        |
| 2022–     | Helios Grizzlies Giesen  |